# Góra Cygańska
Góra Cygańska (ok. 750 m) – szczyt w Beskidzie Małym, pomiędzy Przełęczą Cygańską a Błasiakówką, zaraz po północnej stronie jej szczytu. Należy do Pasma Bukowca w Grupie Kocierza. Zachodni stok Cygańskiej Góry opada do potoku Wielka Puszcza, stok wschodni do Targaniczanki. Jest to bardzo niewybitny szczyt, w istocie grzbiet równomiernie opadający od punktu kulminacyjnego do Przełęczy Cygańskiej
Góra Cygańska jest porośnięta lasem, ale dokonano w nim dwóch wielkich wyrębów. Tuż pod jej szczytem przed II wojną światową Żydzi z Andrychowa wybudowali drewniany dom wczasowy. Po wojnie staraniem wadowickiego oddziału Polskiego Towarzystwa Tatrzańskiego powstała w nim niewielka stacja turystyczna. W latach 60. XX wieku teren ten wykupiła bytomska Kopalnia Węgla Kamiennego Miechowice i wybudowała duży ośrodek wypoczynkowy, wówczas bardzo komfortowy. W budynku tym kręcono wiele scen serialu Dyrektorzy. W latach 90. ośrodek ten został sprywatyzowany. Odbywają się w nim konferencje, różnego rodzaju imprezy, jest hotel, restauracja, regionalna karczma, basen, korty tenisowe, boisko, park linowy. Ośrodek ten prowadzi również wyciąg narciarski na drugim wyrębie na wschodnim stoku opadającym do Targaniczanki.
Na Górze Cygańskiej 12 września 2005 r. awaryjnie wylądował wojskowy samolot An-2. Lądowanie zakończyło się szczęśliwie – przeżyła cała 12-osobowa załoga, lekko ranny został tylko dowódca załogi samolotu.
Grzbietem Góry Cygańskiej biegnie granica między wsiami Kocierz Rychwałdzki w województwie śląskim (stok południowo-zachodni) i Targanicami w województwie małopolskim (stok północno-wschodni).
Szlak turystyczny
 Porąbka – Stojaczyska – Bukowski Groń – Trzonka – Przełęcz Bukowska – Mała Bukowa – Przełęcz Targanicka – Kaprówka – Przełęcz Cygańska – Góra Cygańska – Przełęcz Kocierska. Czas przejścia: 4:10 h, ↓ 3:40 h